# 西山駅 (樺太)
西山駅（にしやまえき、ロシア語: Станция Известковый）は、樺太敷香郡敷香町に存在した樺太セメント工業石灰山軌道の駅である。

## 歴史
- 1943年：樺太セメント工業石灰山軌道古屯駅 - 当駅間開通により開業。
- 1945年8月：ソ連軍が南樺太へ侵攻・占領[1]。
- 2016年：廃止。